# Music from the Edge of Heaven
Music from the Edge of Heaven è il terzo ed ultimo album in studio degli Wham!, pubblicato nel 1986. L'album, che venne pubblicato in diversi formati, contiene il brano di successo chiamato appunto The Edge of Heaven. Il disco non è mai stato distribuito in Europa.

## Tracce

### CD
1. The Edge of Heaven - 4:31
2. Battlestations - 5:25
3. I'm Your Man - 6:05
4. Wham Rap! (Enjoy What You Do) - 6:33
5. A Different Corner - 4:30
6. Blue (Live in China) - 5:43
7. Where Did Your Heart Go? - 5:43
8. Last Christmas (Pudding Mix) - 6:44

### Musicassetta:Music From The Edge Of Heaven[4]

#### Hot Side
1. The Edge of Heaven (George Michael)
2. Battlestations (George Michael)
3. I'm Your Man (George Michael)
4. Wham! Rap '86 (George Michael, Andrew Ridgeley)

##### Cool Side
1. A Different Corner (George Michael)
2. Blue (Live in China) (George Michael)
3. Where Did Your Heart Go? (David Was, Don Was)
4. Last Christmas (long version) (George Michael)

## Classifiche
| Classifica (1986) | Posizione massima |
| ----------------- | ----------------- |
| Canada            | 9                 |
| Giappone          | 9                 |
| Stati Uniti       | 10                |